# Amblypodia molleri
Amblypodia molleri är en fjärilsart som beskrevs av De Nicéville. Amblypodia molleri ingår i släktet Amblypodia och familjen juvelvingar. Inga underarter finns listade i Catalogue of Life.